# Sport en Roumanie
Le sport en Roumanie est un des loisirs du pays. Le plus populaire est le football. Le nombre des pratiquants et de spectateurs est particulièrement élevé. 
D'autres sports sont populaires comme le basket-ball, la gymnastique, le handball, le tennis et le rugby à XV.

Les équipes de gymnastique se sont particulièrement illustrées dans les compétitions internationales dans les décennies 1970 et 80, avec notamment Nadia Comăneci, qui a récolté neuf médailles aux Jeux Olympiques de 1976 et 1980, et fut la première gymnaste à obtenir la note maximale de 10.0

## Sports traditionnels
- Oină (en), sport de balle avec batte

## Sport majeur: le football

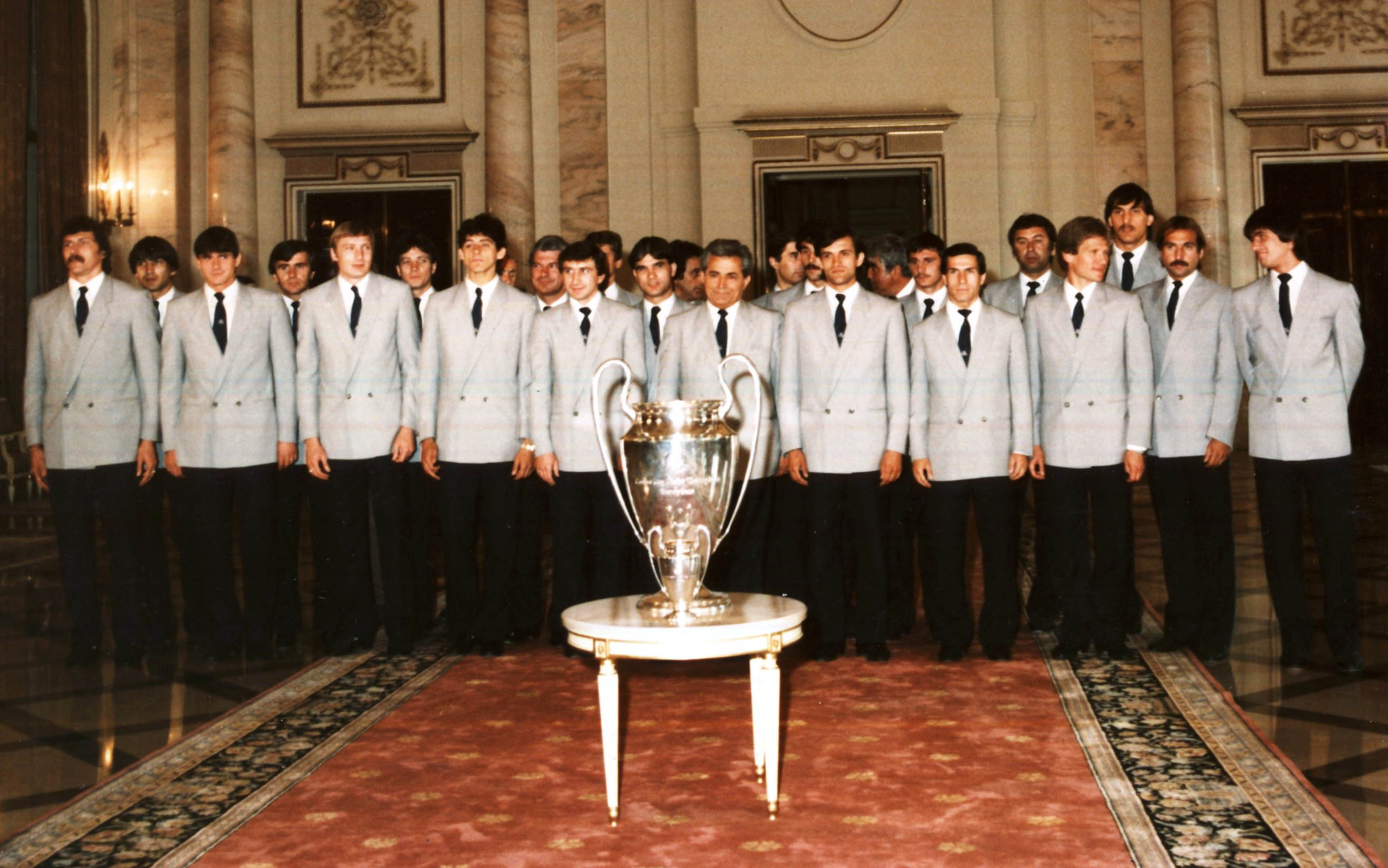
Le Steaua champion d'Europe

Le football est le plus populaire des sports avec 108 000 licenciés. Le championnat local est très suivi, un représentant du football roumain a remporté la prestigieuse Coupe des Champions avec le Steaua Bucarest.

## Les autres sports

### Athlétisme
L'athlétisme roumain s'est distingué sur la scène internationale grâce notamment à ses représentantes féminines. On peut citer notamment Iolanda Balaș, vainqueur du saut en hauteur aux Jeux olympiques de 1960 et 1964, Doina Melinte et Paula Ivan sur les épreuves de demi-fond, Gabriela Szabo et Lidia Simon pour les courses de fond. Elles sont considérées comme les figures de proue d'une équipe féminine qui a toujours été compétitive en Coupe d'Europe et dans les grands rendez-vous mondiaux. Aujourd'hui, le triple sauteur Marian Oprea demeure une des valeurs sures de l'athlétisme roumain.

### Handball

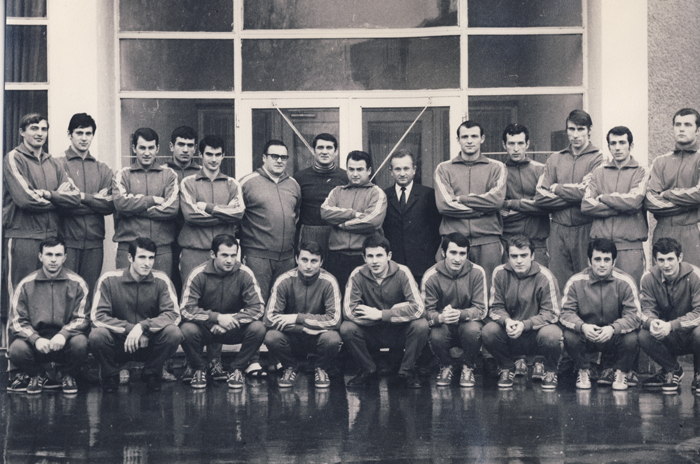
L'équipe championne du monde de handball en 1970.

Le handball est le sport le plus populaire en Roumanie après le football. L'équipe nationale masculine a remporté les Championnats du monde à quatre reprises (1961, 1964, 1970, 1974), et fut quatre fois sur le podium des Jeux olympiques, remportant l'argent à Montréal en 1976. L'équipe nationale féminine fut quant à elle vainqueur des Championnats du monde en 1962. En clubs, le Steaua et le Dinamo de Bucarest sont les clubs phares du pays. Ils ont remporté à plusieurs reprises des titres européens.  Gheorghe Gruia, Vasile Stîngă, Cornel Penu, Radu Voina, Ștefan Birtalan ou encore Cristian Gațu figurent parmi les grands noms de ce sport. 
Si aujourd'hui la Roumanie ne fait plus partie des meilleures équipes mondiales ou européennes, Cristina Neagu a été désignée à quatre reprises meilleure handballeuse mondiale de l'année en 2010, 2015, 2016 et 2018.

### Tennis

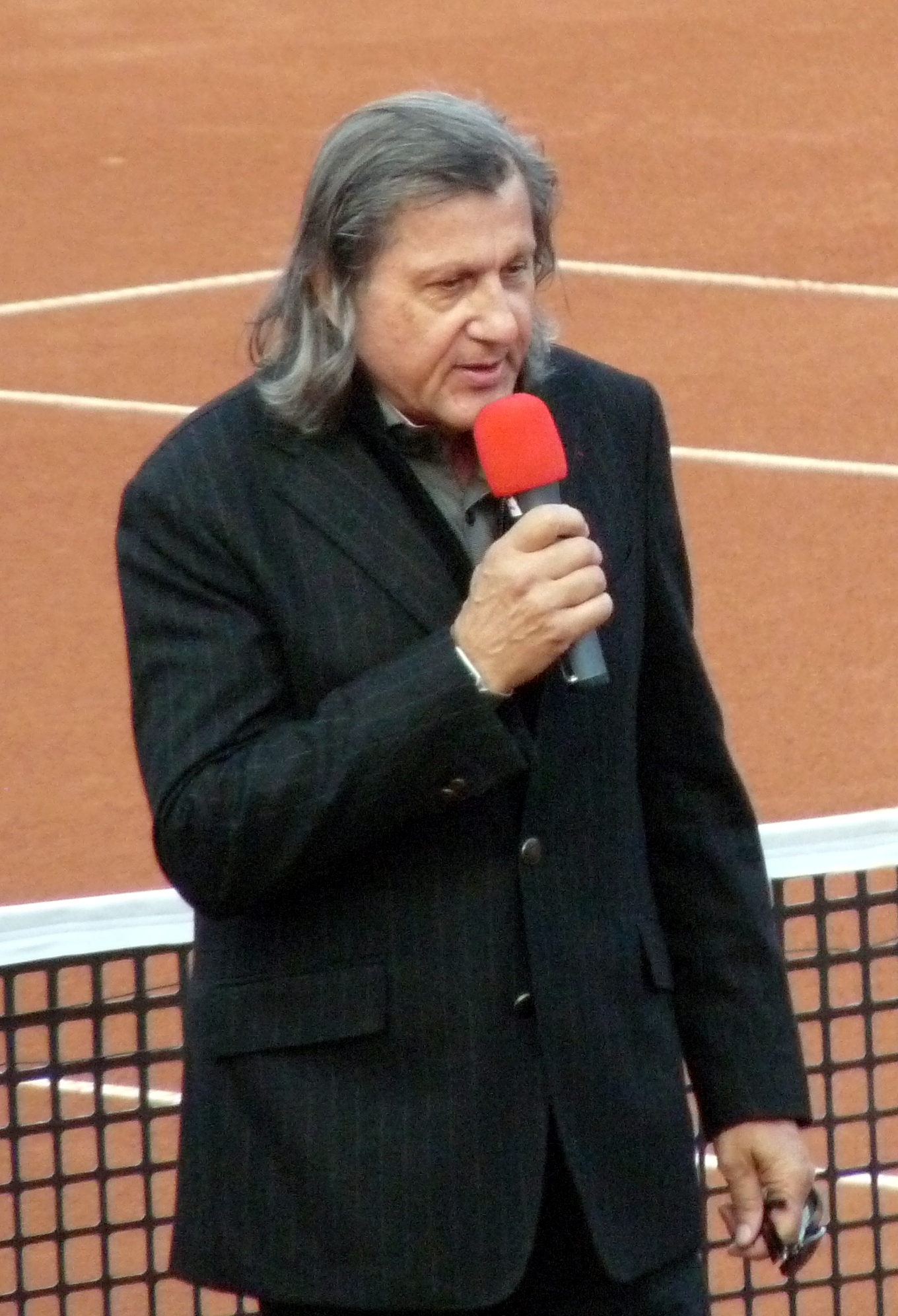
Ilie Năstase

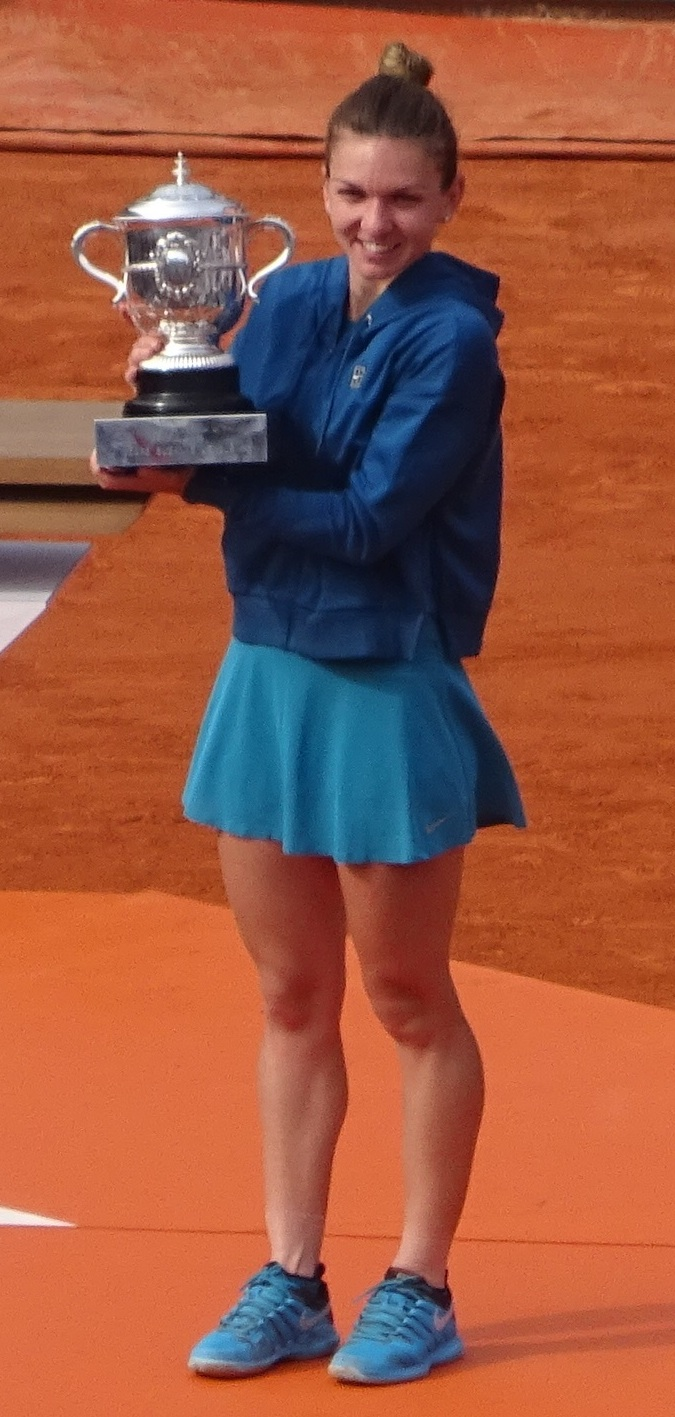
Simona Halep

Ilie Năstase est le joueur de tennis roumain le plus célèbre dans le monde. Il remporta quatre-vingt-sept titres durant sa carrière, dont deux en Grand Chelem (US Open 1972 et Roland Garros 1973), et fut le premier joueur  numéro un mondial au classement de l'ATP. Il remporta 4 fois le Masters (1971, 1972, 1973 et 1975). L'équipe roumaine de Coupe Davis s'illustra dans le passé en atteignant à trois reprises la finale (1969, 1971 et 1972).
Simona Halep a terminé 2017 et 2018 classée n° 1 mondiale WTA, et a remporté deux titres du Grand Chelem : Roland Garros en 2018 et Wimbledon en 2019.
Parmi les autres figures du tennis en Roumanie, on peut citer Ion Țiriac, Andrei Pavel et Horia Tecău chez les messieurs, Magda Rurac, Virginia Ruzici, Irina Spîrlea chez les dames.

### Hockey sur glace
Il y a 1 075 licenciés en hockey sur glace en Roumanie.

## Fédérations
En 2007, la Roumanie comptait 5 862 clubs sportifs et 214 000 licenciés. Le tableau ci-dessous présente les sports les plus populaires du pays par le nombre de licenciés.
| Sport         | Licenciés | Clubs |
| ------------- | --------- | ----- |
| Football      | 111 503   | 3 016 |
| Tennis        | 15 933    | 135   |
| Rugby à XV    | 5 477     | 56    |
| Basket-ball   | 5 247     | 114   |
| Handball      | 4 993     | 146   |
| Arts martiaux | 4 993     | 148   |
| Athlétisme    | 4 886     | 190   |
| Lutte         | 4 298     | 132   |
| Karaté        | 4 201     | 54    |
| Danse         | 3 452     | 91    |
| Échecs        | 3 177     | 151   |
| Judo          | 3 067     | 120   |

## Les grands champions…
- Elisabeta Lipă (Athlétisme)
- Gabriela Szabo (Athlétisme)
- Elena Georgescu (Athlétisme)
- Georgeta Damian (Athlétisme)
- Ghiţă Mureșan (Basket-ball)
- Ana Maria Popescu (Escrime)
- Laura Badea (Escrime)
- Nadia Comăneci (Gym)
- Daniela Silivaș (Gym)
- Gina Gogean (Gym)
- Simona Amânar (Gym)
- Marian Drăgulescu (Gym)
- Marius Urzică (Gym)
- Angelica Rozeanu (Tennis de table)
- Nicu Vlad (Haltérophilie)
- Nicolae Linca (Boxe)
- Cătălina Ponor (Gym)
- Alina Dumitru (Judo)
- Constantina Tomescu (Marathon)
- Gheorghe Gruia (Handball)
- Ștefan Birtalan (Handball)
- Alexandru Buligan (Handball)
- Ilie Năstase (Tennis)
- Ion Țiriac (Tennis)
- Virginia Ruzici (Tennis)
- Horia Tecău (Tennis)
- Simona Halep (Tennis)
- Diana Mocanu (Natation)
- Camelia Potec (Natation)
- Beatrice Câșlaru (Natation)
- Valentina Elisei (Handball)
- Cristina Neagu (Handball)
- Luminița Dinu-Huțupan (Handball)
- Gheorghe Hagi (Football)
- Mircea Lucescu (Football)
- Nicolae Dobrin (Football)
- Ivan Patzaichin (Canoë-kayak)
- Dan Petrescu (Football)
- Ion Dumitru (Football)
- Miodrag Belodedici (Football)
- Gheorghe Popescu (Football)
- Cristian Chivu (Football)
- Doina Melinte  (Athlétisme)
- Maricica Puică (Athlétisme)
- Lidia Șimon (Athlétisme)
- Lia Manoliu (Athlétisme)
- Leonard Doroftei (Boxe)
- Lucian Bute (Boxe)

### …d'hier

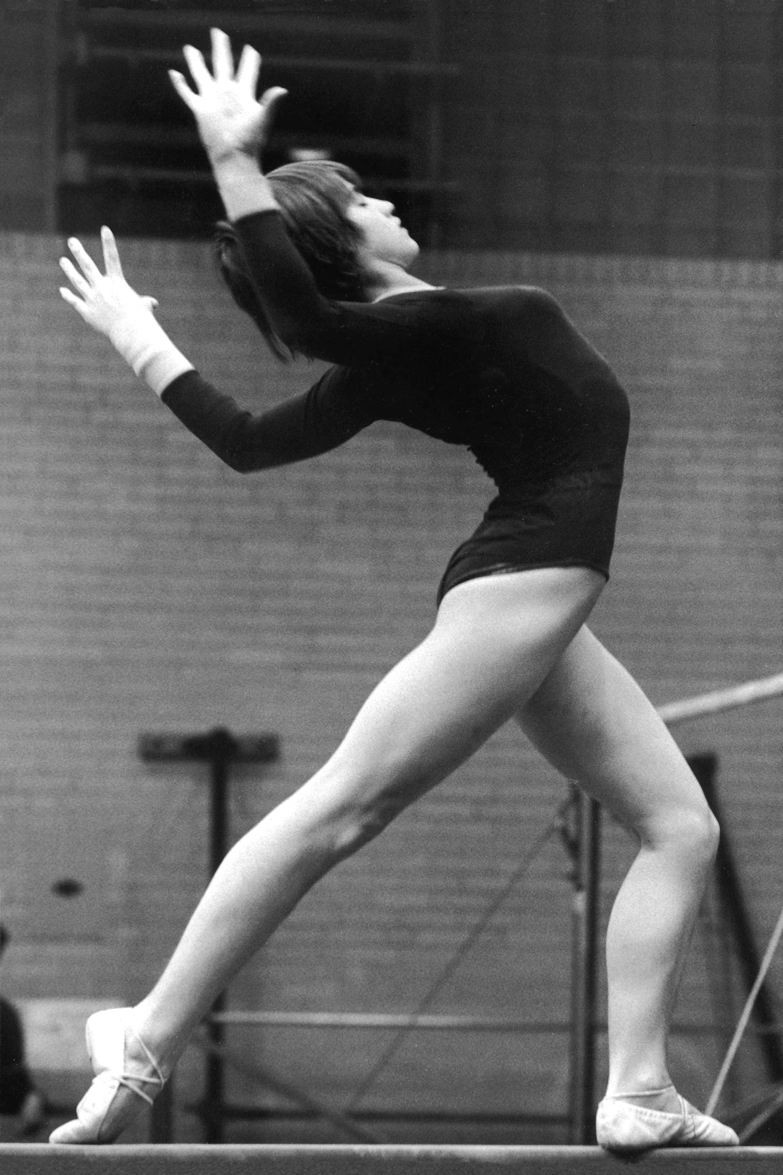
Nadia Comăneci en 1977

- Gheorghe Mureșan, joueur de basket-ball mesurant 2,31 m et né en 1971.
- Nadia Comăneci, première personne à avoir eu un 10 en gym.

### … et d'aujourd'hui
- Ana Maria Popescu, escrimeuse, multiple championne du monde et d'Europe par équipes, elle a également remporté la coupe du monde d'escrime en 2007-2008 et 2008-2009[4] et le championnat d'Europe 2013 en individuel.
- Simona Gherman, escrimeuse, quintuple championne d'Europe en 2008, 2009, 2011, 2014 et 2015.
- Simona Halep, joueuse de tennis, 2e joueuse mondiale en août 2014.